# Ilserheide
Ilserheide ist ein Dorf auf dem rechten Weserufer und ein Stadtteil von Petershagen im Kreis Minden-Lübbecke im Nordosten des Bundeslandes Nordrhein-Westfalen.

## Geographie
Ilserheide liegt westlich von Raderhorst, südlich von Ilse, östlich von Gorspen-Vahlsen und nördlich von Bierde. Ilserheide hat derzeit 460 Einwohner (Stand: 31. Dezember 2022). Der Ort hat eine Fläche von 6 km², der höchste Punkt liegt bei 56,4 m über NN.

## Geschichte
Ilserheide gehörte bis zur Franzosenzeit zum Amt Schlüsselburg des Fürstentums Minden. Der Ort gehörte von 1807 bis 1813 zum Kanton Windheim des napoleonischen Satellitenstaats Königreich Westphalen und kam 1816 zum neuen Kreis Minden. Bis 1972 bildete Ilserheide eine Gemeinde im Amt Windheim des Kreises. Bevor die Gemeinde bei der kommunalen Neugliederung am 1. Januar 1973 Teil der Stadt Petershagen wurde, hatte sie eine Fläche von rund 6 km² sowie 468 Einwohner (31. Dezember 1972).

## Politik
Die Bevölkerung von Ilserheide wird gegenüber Rat und Verwaltung der Stadt Petershagen seit 1973 durch einen Ortsvorsteher vertreten, der aufgrund des Wahlergebnisses vom Rat der Stadt Petershagen gewählt wird.
Stefan Müller ist Ortsbürgermeister.

## Wirtschaft und Infrastruktur
Die zuständige Grundschule liegt in Petershagen-Lahde, der entsprechende Kindergarten in Bierde. Die nächste Einkaufsmöglichkeiten für Lebensmittel ist ebenfalls in Petershagen-Lahde.

### Vereine
- Gartenbauverein
- Schützenverein
- Freiwillige Feuerwehr
- Landwirtschaftlicher Ortsverein